# Ifat

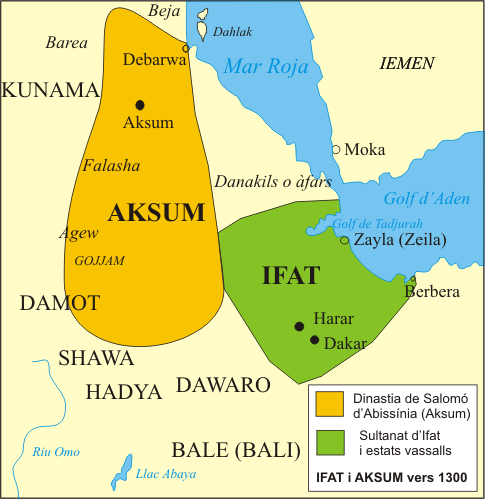
Ifat hacia 1300.

Ifat (Awfat, Wafat) fue un sultanato musulmán que ocupaba una vasta región que abarcaba desde la zona este de Shoa en Etiopía hasta Berbera en Somalia, y que existió entre los años 1285 hasta 1403 o 1415.

## Historia
En el siglo XIII consta la existencia de algunos estados musulmanes en Shoa, el más importante de los cuales era el de Djabarta, que según la tradición había sido fundado el 896 y gobernado por la dinastía makhzúmida. Este estado va a existir hasta 1285. 
Ese año fue conquistado por un soberano vasallo, de nombre Omar que llevaba el título de walashma o walasma, que también va a someter a otros estados vecinos, incluyendo al estado nómada de Adal algún tiempo después. El nuevo estado fue conocido como Awaft (Ifat por los cronistas etíopes), y fue en algunas ocasiones vasallo del reino pagano de Damot, y en otras del reino cristiano de Abisinia, con algunos períodos de independencia plena. 
Era el más septentrional de los estado musulmanes, hallándose algo más sur estaban Hayda, Fatajar y otros a quienes servía de tapón contra la expansión abisinia. Taddesse Tamrat dice que trataban de consolidar el dominio musulmán en el Cuerno de África de la misma manera que los cristianos lo consolidaban en Abisinia y que los dos estados van a chocar en Shoa inevitablemente, pero los sultanatos musulmanes eran débiles y estaban divididos.
Hakk al-Din (Haqq al-Din) luchará contra el negus (emperador) Amda-Seyon Seyon (hacia 1314-1344) pero fue derrotado1328, teniendo que pagar tributo; el negus va atacar en 1332 Zeila (Zaylac) capital del estado de Adal, cuando el emir de Adal, que intentaba cortarle el paso, fue derrotado y muerto. En Ifat fue instalado un soberano vasallo Jamal al-Din (hacia 1333-1337). Ifat se va a rebelar pero fue derrotado y su soberano Jamal al-Din asesinado, conquistando los etíopes su capital Talag; después fue elevado al trono su hermano Nasr ad-Din.
El historiador Al-Umari nos da un importante relato de esa época al decir que el territorio de Ifat se extendía hasta Zeila al este(incluyendo esa ciudad). Parece pues que Adal pasó a ser parte de Ifat en una fecha desconocida del silo XIV. Los historiadores modernos piensan que Ifat incluía Fatawar, Dawaro y la provincia de Bale asegurando la ruta hasta el puerto de Zeila, que les ortogaba un considerable poder comercial
Ifat se va a rebelar varias veces contra los abisinios. La revuelta que se produjo hacia el 1400 fue dirigida por Sa'd al-Din. Derrotado el ejército de Ifat, el sultán Sa'ad ad-Din va a huir a Zeila, hasta donde fue perseguido por el emperador, muriendo en las isla que se halla enfrente de la ciudad y que hoy lleva su nombre (1403 o 1415)
Entonces el sultanato fue anexionado por Abisinia. La dinastía walashma, después de un breve exilio en el Yemen, retorna al cabo de poco tiempo y funda un nuevo estado en sus provincias de origen (Adal-Zeila), llevando el título de sultanes de Adal o de Zeila. Ver Sultanato de Adel.

## Lista de soberanos
- Umar Walashma hacia 1285
- Ali ben Umar hacia 1285-1304
- Baziwi (o Jaziwi) hacia 1304-1321
- Hakk al-Din I hacia 1321-1328
- Husain hacia 1328-1330
- Al-Mansur I hacia 1330-1332
- Jamal al-Din I hacia 1332-1335
- Nasr I hacia 1335-1340
- Abud hacia 1340-1343
- Zubair hacia 1343-1344
- Ma'at Layla (reina) hacia 1344-1352
- Sabr al-Din I Muhammad Walkhui hacia 1352-1354
- Qat-Ali ibn Sabir al-Din hacia 1354-1360
- Ahmad Harbi Ar'ed hacia 1360-1366
- Hakk al-Din II hacia 1366-1373
- Sa'ad al-Din Ahmad 1373-1415

Fuente: (Regnal Chronologies, con retoques) Archivado el 28 de agosto de 2009 en Wayback Machine.